# Batman and the Monster Men
Batman and the Monster Men ou Batman e os Homens-Monstro é uma minissérie de história em quadrinhos, escrita e desenhada por Matt Wagner e colorizada por Dave Stewart, publicada originalmente dos Estados Unidos pela DC Comics em 2006 e protagonizada pelo famoso super-herói Batman.[carece de fontes?] Ela, ao lado de sua continuação Batman e o Monge Louco terão o selo "Dark Moon Rising", segundo Wagner uma metáfora para a ascensão dos vilões, e estão cronologicamente situadas entre Batman – Ano Um (Batman: Year One) e Batman – O Homem Que Ri (Batman: The Man Who Laughs), e antes do primeiro encontro do Batman com o Coringa. É a primeira parte do selo Dark Moon Rising desenvolvido por Matt Wagner, que são versões expandidas e modernizadas das primeiras histórias do Batman.

## Enredo
No início de sua cruzada contra o crime de Gotham, Batman se depara com seu primeiro desafio envolvendo uma ameaça sobre-humana na forma das criações do Dr. Hugo Strange. Além de se ver diante de um novo tipo de adversário, o Morcego está envolvido pessoalmente com o caso, já que Strange ameaça as vidas do milionário Norman Madison e de sua filha Julie, o interesse romântico de Bruce Wayne. É uma volta ao básico do herói temperado com uma proposta despretensiosa de narrar o que seria o primeiro confronto do Batman com seres sobre-humanos. Na conclusão da trama, vemos o primeiro encontro do Homem-Morcego com ameaças sobre-humanas, no começo de sua carreira como vigilante. Batman enfrenta os monstros criado pelo Dr. Hugo Strange, que planeja se vingar dos mafiosos que lhe emprestavam dinheiro para suas pesquisas genéticas, mas cobravam de maneira humilhante. Além disso, Strange também ameaça Norman Madison, pai da namorada de Bruce Wayne.
Batman e os Homens-Monstro é desenvolvido de uma história com Hugo Strange da revista Batman 1 (de 1939), argumento originário da Era de Ouro. Na versão de Wagner, este é o primeiro encontro do Batman com um de seus mais famosos antagonistas, Strange. A história retrata um jovem e otimista Batman em aventuras logo após os eventos de Batman – Ano Um (Batman: Year One). Julie Madison, um relacionamento amoroso de Bruce Wayne nos primeiros quadrinhos na Era de Ouro, é reintroduzida nesta série. Madison não era mostrada como no elenco de apoio desde 1941, na Detective Comics 49. Batman e os Homens-Monstro também dá um papel retrativo à Sal Maroni, um personagem ligado ao Duas-Caras, ao revelar que o chefão do crime é quem financia as experiências de Hugo Strange em pacientes do Asilo Arkham.

### Personagens
- Batman/Bruce Wayne
- Capitão James Gordon
- Hugo Strange
- Salvatore Maroni
- Alfred Pennyworth
- Julie Madison
- Norman Madison

## Continuidade
Batman e os Homens-Monstro e sua sequência , Batman e o Monge Louco, são ambientados entre Batman – Ano Um (Batman: Year One) e Batman – O Homem Que Ri (Batman: The Man Who Laughs). Jim Gordon acaba de ser promovido à Capitão e Edward Grogan acabou de substituir o corrupto Gillian "Gil" Loeb como Comissário de Polícia.
Um dos primeiros encontros do Batman com um vilão conhecido como "Capuz Vermelho" ocorre pouco tempo antes do início da história, mostrado numa manchete de Vicki Vale para o jornal Gazeta de Gotham na página inicial da HQ que diz: "O fim do Capuz Vermelho? Testemunhas oculares afirmam que o ladrão misterioso caiu para a morte após frustrada tentativa de assalto na Ace Química e encontro com o vigilante chamado Bat-Man." O incidente na Ace Química, retratado em flashbacks em Batman – A Piada Mortal (Batman: The Killing Joke), transformou o Capuz Vermelho no Coringa ("Joker"), que faz sua primeira aparição em O Homem Que Ri.
Em vez de atriz como na sua encarnação da Era de Ouro, Julie aqui é uma estudante de direito.
Jim Gordon ainda está casado com sua primeira esposa, Barbara Kean-Gordon, que o deixará logo após os eventos de Batman – O Longo Dia das Bruxas (Batman: The Long Halloween) e reassumirá seu compromisso com ele em Batman – Vitória Sombria (Batman: Dark Victory).

## Publicação

### Publicação nos EUA
A minissérie foi lançada originalmente em solo americano entre novembro de 2005 e abril de 2006 ([cover date] de janeiro e julho de 2006) pela editora norte-americana DC Comics. A série foi escrita e ilustrada pelo criador de Grendel, o quadrinista Matt Wagner e colorizada por Dave Stewart. As capas também foram ilustradas por Matt Wagner e colorizadas por Dave Stewart. A edição da revista ficou a cargo do editor Bob Schreck.

### Equipe de criação
| Edição | Cover date              | Roteirista  | Desenhista  | Arte-finalista | Colorista    | Letrista original | Editor original |
| ------ | ----------------------- | ----------- | ----------- | -------------- | ------------ | ----------------- | --------------- |
| 1–6    | Janeiro — Julho de 2006 | Matt Wagner | Matt Wagner | Matt Wagner    | Dave Stewart | Rob Leigh         | Bob Schreck     |

### Coletâneas
As aventuras originais da Batman and the Monster Men foi compilada e lançada nos EUA nos seguintes encadernados:
- Batman and the Monster Men republica as histórias originais da Batman and the Monster Men 1–6, capa comum, 148 páginas, DC Comics, 23 de agosto de 2006, ISBN 1-4012-1091-0.[7]

### Publicação no Brasil
Publicada originalmente – e pela única vez – no Brasil, pela editora Panini Comics, nas duas primeiras edições da revista periódica "Batman – Extra" 1–2, de abril e maio de 2007 — 72 páginas, formato americano, colorido, lombada com grampos e preço de capa de R$ 5,90 (preço da época).
| Editora       | Revista        | Publicação    | Histórias originais            | Páginas | Editor           | ISSN               | Ref.  |
| ------------- | -------------- | ------------- | ------------------------------ | ------- | ---------------- | ------------------ | ----- |
| Panini Comics | Batman Extra 1 | Abril de 2007 | Batman and the Monster Men 1–3 | 72      | Fabiano Denardin | ISSN 1981-151-9-01 | [ 2 ] |
| Panini Comics | Batman Extra 2 | Maio de 2007  | Batman and the Monster Men 4–6 | 72      | Fabiano Denardin | ISSN 1981-151-9-02 | [ 3 ] |